# ハンガリー民謡「孔雀は飛んだ」による変奏曲
『ハンガリー民謡「孔雀は飛んだ」による変奏曲』（ハンガリー語: Variációk egy magyar népdalra "Fölszállott a páva", 英: Variations on a Hungarian folksong (The peacock)）は、ハンガリーのコダーイ・ゾルターン（ゾルタン・コダーイ）が、第二次世界大戦が勃発した1939年に作曲した管弦楽曲。

## 概要
オランダのアムステルダム・コンセルトヘボウ管弦楽団創立50周年記念に委嘱された。主題となったハンガリー民謡「くじゃくは飛んだ」は、かつてオスマン帝国の支配下に置かれたマジャール人を囚人になぞらえ、彼らの自由への情熱を歌ったものである（この状況を「鎖なき囚人」と呼んでいた）。これはまた、作曲当時に勢力を強めていたファシズムに対して、自由と人間性の擁護を訴えることを意味していた。
そもそもコダーイは、バルトーク・ベーラとともにハンガリー民謡の蒐集・研究に取り組みその作風の基礎とした作曲家で、本作の主題も蒐集した古いペンタトニックの農民の歌である。
飛べよ、くじゃく　牢獄の上に　哀れな囚人たちを　解放するために　くじゃくは飛んだ　牢獄の上に　だが、囚人たちは　解放されなかった　くじゃくは飛んだ　牢獄の上に　哀れな囚人たちを　解放するために
20世紀ハンガリー文学の卓越した詩人アディ・エンドレ（1877年 - 1919年）は自由に対する情熱を歌ったこの民謡を改変して詩を書き、コダーイは、民謡をもとに1937年に合唱曲を作り、そして2年後に変奏曲としてオーケストラ用の本作を作り、当時ナチスと結んで非人道的な政策を強行していたホルティ・ミクローシュ政権に対する怒りと抗議をこの曲に込めたと言われている。
曲は、この「飛べよ、くじゃく」の断片を低音楽器が主題として提示しスタートし、そこから変化に富んだ16の変奏曲と終曲が切れ目なく紡がれていく。

## 初演
1939年11月23日にウィレム・メンゲルベルク指揮、アムステルダム・コンセルトヘボウ管弦楽団により初演された。

## 演奏時間
約25分

## 楽器編成
- フルート3（3番奏者はピッコロに持ち替え）[3]
- オーボエ2（2番奏者はコーラングレ持ち替え）
- クラリネット（A管）2
- ファゴット2
- ホルン4
- トランペット（C管）3
- トロンボーン3
- ティンパニ
- グロッケンシュピール
- トライアングル
- シンバル
- ハープ1
- 弦五部

## 構成
主題と16の変奏、および終曲から成る。なお、変奏の区分はブージー・アンド・ホークスのスコアと、音楽之友社の『最新名曲解説全集』で食い違っているが、ここではスコアの区分に従う。
主題
Moderato、2/2拍子。ティンパニの pp のロールに導かれ、チェロとコントラバスが5音音階からなる民謡の主題を提示する。転調し、木管と弦楽器がfで主題を歌う。後半は4/4拍子となり、ハープ、ミュートをつけたホルンと弦楽器の伴奏でオーボエが主題を変奏する。
第1変奏
Con Brio、4/4拍子。ユニゾンによる弦楽器のffと、木管楽器の p が対比される。
第2変奏
2/4拍子。前から連続して演奏される。木管楽器の軽快な楽句に、ファゴット、ヴィオラ、チェロの旋律が絡む。
第3変奏
piu mosso、4/4拍子。前から連続して演奏される。情熱的なチャルダッシュ風の変奏。 ff で一旦終止する。
第4変奏
poco calmato、4/4拍子。一旦音楽はテンポを落とす。メランコリックな雰囲気である。この変奏はわずか8小節しかない。
第5変奏
同じテンポのまま連続して演奏され、伴奏のリズムも前と同一であるが、音楽は f でアパッショナートとなり全合奏による ff のクライマックスを迎える。
第6変奏
calmato、3/4拍子。テンポを落とし、ホルンとヴィオラによる p の3連符を背景としてヴァイオリンとチェロがカノン風に変奏主題を奏でる。後半は pp となり、ティンパニの3連符上で木管楽器とホルンが変奏主題を歌う。
第7変奏
Vivo、2/4拍子。突然テンポを速め、リズミカルな変奏を行う。
第8変奏
Piu vivo。さらにテンポを速め、軽快な変奏となる。
第9変奏
4/4拍子。前から連続して演奏される。フルートとクラリネットのアルペジオを背景にファゴットとヴィオラ以下の弦楽器が物悲しい変奏主題を奏でる。完全な休止をはさむ。
第10変奏
Molto vivo。スケルツォ的な部分である。
第11変奏
Andante espressivo、4/4拍子。コーラングレ、クラリネット、オーボエなど管楽器のソロが変奏主題を歌う。
第12変奏
Adagio。
第13変奏
Tempo di marcia funebre、4/4拍子。ティンパニのリズムの上に金管楽器が陰鬱なコラールを奏でる葬送行進曲。
第14変奏
Andante,poco rubato。弦楽器による　pp　のトレモロの上にフルートとピッコロが長いソロを奏で、ハープのグリッサンドが装飾する。
第15変奏
Allegro giocoso、2/4拍子。各セクションによるいきいきとした掛け合いが演じられる。
第16変奏
Maestoso、4/4拍子。前から連続して演奏される。金管楽器のリズムを背景に、コントラバス以外の弦楽器が変奏主題を歌い、 ff で壮大に盛り上がる。
終曲
Vivace、2/4拍子。終曲は長大で、全曲の約1/3（710小節中235小節）を占める。新しく登場した3小節フレーズの主題が各楽器に受け継がれ、Andante Cantabile、3/4拍子で「孔雀は飛んだ」の主題が情熱的に歌われ、全曲のクライマックスである fff に到達する。これが収まると再び音楽は活発になり（Allegro、2/4拍子）、全曲を締めくくる。